# Slovo moudrosti

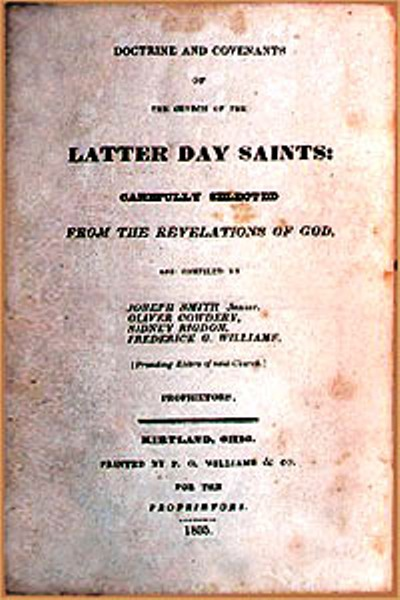
Titulní strana díla Slovo moudrosti

Slovo moudrosti je ustálený název pro zjevení, které roku 1835 zapsal mormonský prorok Joseph Smith. Definuje správný životní styl mormonů. Bylo údajně dáno Bohem „nikoliv jako přikázání, ale jako rada Svatým“. Sehrálo důležitou roli v mormonské církvi. Nachází se dnes v mormonském svatém Písmu, knize Nauky a Smluv, jako oddíl 89.

## Historické pozadí
V roce 1835 začal zakladatel mormonismu Joseph Smith učit svých 12 apoštolů hluboké nauky Království. Za tímto účelem ustanovil tzv. Školu proroků, která se setkávala v horním patře Prorokova domu.  Během četných setkání tam Joseph Smith učil apoštoly jak rozumět tajemstvím božství a exaltace (oslavení/zbožštění člověka).  Apoštolové měli ve zvyku během těchto setkání živě debatovat a do toho kouřit a žvýkat tabák. To po určité době rozzlobilo Prorokovu manželku, Emmu Smithovou, která svému manželovi důrazně řekla, že po pravých apoštolech by jistě na zemi nezůstala taková spoušť, jako po těch mormonských. Byla to totiž právě ona, kdo pokaždé musel uklízet plivance, tabák a popel z podlahy domů.  Joseph Smith se v důsledku rady své ženy zeptal Boha a údajně přijal zjevení, které se dnes nachází v mormonském svatém Písmu, knize Nauky a smluv, jako oddíl 89.

## Struktura zjevení
V samotném počátku zjevení je napsáno, že bylo dáno nikoliv jako přikázání (tedy nikoliv jako závazná povinnost a neporušitelné pravidlo církve), ale jako rada Svatým v Sionu. Z tohoto a mnoha jiných důvodů se Slovu moudrosti také přezdívá „Zákon zdraví“. Jeho smyslem je poradit mormonům, jak zdravě žít, aby měli silné tělo i ducha.
První část zjevení je prostoupena „negativními pravidly“ a týká se látek, které nejsou pro zdraví prospěšné a lidé by se jim měli vyhýbat (nebo jich užívat v malém množství). Mezi takovými látkami je vyjmenován tvrdý alkohol (víno ke svátosti je dovoleno), tabák a silné kávové nebo čajové odvary.
Druhá část zjevení je postavena na pozitivních premisách a týká se naopak látek, které jsou pro zdraví prospěšné a má jich býti užíváno pro zdraví a konstituci těla člověka. Mezi těmito látkami stojí na předním místě léčivé byliny. Zvláštní místo je ve zjevení přiřazeno i masu a jeho pojídání, k němuž jsou stanovena sice dobrovolná, ale jasně definovaná pravidla.

## Slovo moudrosti v CJKSPD

### Původní postoj
Několik desítek let po smrti přijímatele zjevení (Josepha Smithe) došlo k tomu, že jeden z jeho nástupců, Brigham Young, učinil Slovo moudrosti závazným pravidlem pro členy církve. Přesto však v jeho době i časech poté neplatilo toto přikázání absolutně, jak dokazuje mnoho mormonských svědectví. Brigham Young osobně při zvláštních příležitostech žvýkal tabák a pití piva považoval za prospěšné.
Ještě na počátku 20. století bylo Slovo moudrosti liberálně pojatým „přikázáním“. Slavný je například příběh o tom, jak jeden z mormonských apoštolů, James Talmage (autor mormonského bestselleru Jesus the Christ) psal svoje dílo přímo v místnostech Chrámu Salt Lake, zatímco u toho kouřil doutníky a cigarety.
Podle některých svědectví mu toto bylo doporučeno Prvním předsednictvem (vedoucíma CJKSPD) kvůli jeho nervozitě a stresu. Jde o příklad toho, kdy může být Slovo moudrosti modifikováno pro osobní potřebu člověka. Talmage také vyprávěl o tom, jak si koupil a vyzkoušel 20 gramů marihuany.

### Změna
Během prezidentství Hebera J. Granta došlo k tomu, že se ze Slova moudrosti udělalo striktní pravidlo, nutné ke vstupu do mormonských Chrámů. Od té doby do současnosti musí každý člen CJKSPD absolutně dodržovat modifikované zásady Slova moudrosti, aby mohl vykonávat obřady v chrámech. Modifikace těchto pravidel znamenala mimo jiné absolutní zákaz všech látek, které jsou ve zjevení zmíněny v negativní souvislosti.
Došlo i k striktnímu zákazu piva a dalších látek, které byly zjevením povolené. V nynějších příručkách mormonské CJKSPD se nezmiňuje dobrovolnost daného zjevení a úvodní verše o tom, že daný text je nikoliv přikázáním, ale radou, jsou vynechávány nebo odlišně interpretovány. CJKSPD do Slova moudrosti také zahrnula všechny látky, nazvané souhrnně a moderně „drogy“, ačkoliv o nich původní zjevení nemluví.
Tato změna byla uskutečněna bez nového Božího zjevení, pouze na základě pravidel církve.  Někteří kritici mormonismu obviňují CJKSPD za manipulaci s původními spisy a „přepisování historie“, kvůli kterému údajně většina dnešních členů netuší, že původní zjevení zadávalo jiné podmínky, než dnešní církev. Tato obvinění CJKSPD považuje za nepodložená.

### Role Slova moudrosti v současné CJKSPD
Největší mormonská církev (CJKSPD) má po světě okolo 80 tisíců misionářů. Jimi je Slovo moudrosti učeno při standardizovaných lekcích jako jedno ze stěžejních témat před křtem. Jeho dodržování je pro zájemce potřebné k získání církevního povolení křtu (spolu s dalšími pravidly, jako Zákon cudnosti a Zákon desátku). Podle současné Příručky pro biskupy mormonských odboček (příručka smí být cirkulována pouze mezi biskupy a běžní členové k ní nesmí mít přístup) nemá Slovo moudrosti a jeho porušování vést k vyloučení člena z církve. Jde o liberalizaci proti dřívějšímu postoji v této příručce.
Při vstupu do Chrámu kvůli obřadu Obdarování a mnoha dalších příležitostech musí člen mainstreamové mormonské církve, CJKSPD, deklarovat, že dodržuje Slovo moudrosti. Po korelaci (procesu standardizace) pohovorů v 20. polovině 20. století již nehraje roli, zda člověk dodržuje pozitivně postavená pravidla v druhé polovině Slova moudrosti (střídmé jezení masa, zdravý životní styl a užívání bylin…). Stačí se zdržet zakázaných látek (negativní vymezení v první polovině zjevení), a to způsobem, jak to definovali současní vedoucí církve (v nynější době absolutní zákaz i mírně alkoholických nápojů a zákaz všech omamných látek, ovlivňujících vnímání).

## Jednotlivá témata Slova moudrosti

### Pivo
Na konci zjevení se mluví o „jemných“ nápojích, tedy slabě alkoholických přípravcích. Jak uvedl například druhý prezident a prorok CJKSPD, Brigham Young, tato pasáž vysloveně mluví o tom, že střídmé užívání piva a podobných nakvašených nápojů je zdraví prospěšné.

### Coca-Cola
Po dlouhou dobu bylo předmětem spekulací, zda se zákaz kávy týká všech kofeinových nápojů a přípravků, nebo nikoliv. Až do 21. století byla tato otázka nevyřešena, dokud vedoucí církve neuvedli, že Coca-Cola a podobné nápoje jsou povolené.  Kritici poukazují na to, že vlivní a bohatí členové mormonské CJKSPD mají podíly ve společnosti, vyrábějící Coca-Colu, a že to může být jedním z důvodů tohoto postoje. CJKSPD toto popírá, avšak přiznává, že existují členové, kteří jim platí desátky v podobě akcií Coca-Coly, které církev okamžitě prodává na burze. Tento fakt vedl v moderní době k mylným obviněním, že „mormonská církev obchoduje s Coca-Colou“.

### Energy-drinky
CJKSPD svou deklarací o povolení Coca-Coly a dalších kofeinových nápojů odmítla absolutní zákaz energy-drinků. O jejich škodlivé povaze však někteří vedoucí církve varovali na konferencích. Téma je stále předmětem debaty a v souladu s mormonskou tradicí mohou vedoucí církve kdykoliv definovat novou podobu „Slova moudrosti“ a jeho pravidel.